# Toei Animation
Toei Animation (東映アニメーション Tōei Animēshon) és un estudi d'animació japonesa (anime) que pertany a Toei Company. Hayao Miyazaki, Isao Takahata, i Yoichi Kotabe han treballat tots amb la companyia en el passat. Des de la seva fundació el 1957, Toei ha creat un gran nombre de sèries de TV, i pel·lícules, algunes populars en el món sencer. Originalment van ser la resposta del Japó a Disney amb algunes pel·lícules musicals animades luxosament, produïdes des de finals de la dècada del 1950 fins a principis dels 70. La competició de la televisió va forçar a Toei a adoptar un estil més estàndard en l'àmbit de l'anime. Fins al 1998 Toei Animation era coneguda com a Toei Doga (東映動画 Tōei Dōga), essent "dōga" la paraula japonesa per a "animació".